# Nikto (software)
Nikto é um scanner de vulnerabilidades de software livre acessado por CLI, usado para escanear servidores web em busca de arquivos perigosos, programas desatualizados e outros problemas. É capaz de fazer tanto análises genéricas como análises específicas de servidor. Também faz a captura e exibição de cookies HTTP. O código do Nikto em si é livre, mas os arquivos de dados usados para rodar o programa não são.

## Características
Nikto consegue detectar mais de 6700 arquivos/CGI's potencialmente perigosos, faz a checagem por mais de 1250 versões desatualizadas e 270 problemas específicos de versão de servidores. Também faz uma análise de itens de configuração, como a presença de índices múltiplos e opções de servidor HTTP, e é capaz de identificar outros programas e servidores web instalados.

## Veja  também
- Scanner de vulnerabilidades
- Rede de computadores
- Segurança da informação
- Kali Linux
- Nmap
- Teste de intrusão